# Paracartus aureovitticollis
Paracartus aureovitticollis är en skalbaggsart som beskrevs av Stefan von Breuning 1958. Paracartus aureovitticollis ingår i släktet Paracartus och familjen långhorningar. Inga underarter finns listade i Catalogue of Life.